# Macのハードウェア
Macのハードウェア（マックのハードウェア）では、1980年代から現在に至るまでのハードウェアを略述する。Macは個人ユーザーにとっての使い勝手を重視した設計思想を持つが、業務用途でも少なからず採用されている。2001年にリリースされたMac OS X以降、公式なライセンスを受けたUNIXベースに移行し、理学・工学やソフトウェア開発分野での採用が増えた。Classic Mac OS時代からカラーマネージメントシステムを実装していたことなどから、デザイン（グラフィックデザイン・イラストレーション・Webデザインなど）・音楽（DTM・DAW）・映像（ノンリニア編集・VFX）など表現の分野では特によく使われている。DTPを一般化させたパソコンであり、書籍・雑誌などの組版 では今なお主流のプラットフォームである。高等教育機関でも世界的に普及しており、アメリカ合衆国ではApple IIからの流れで初等・中等教育で採用されることも多い。

## 先駆的なデザイン

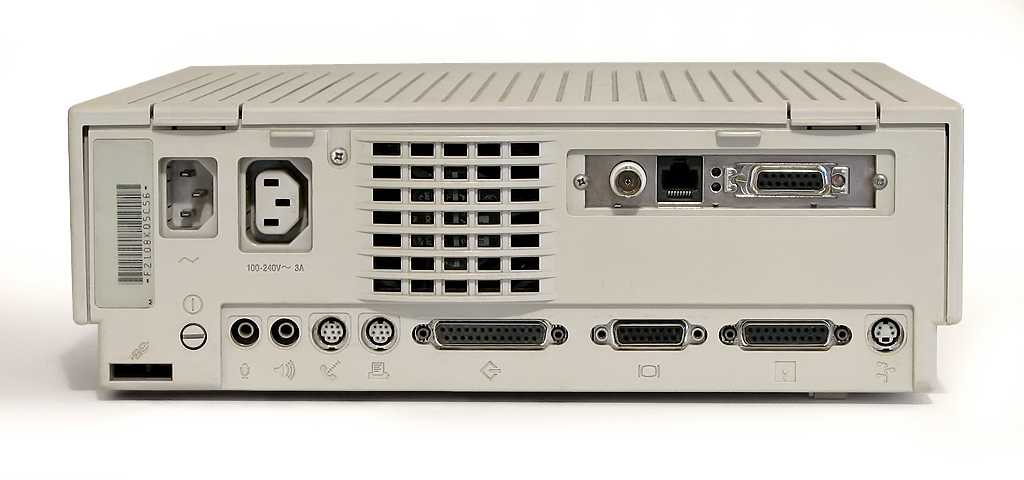
Macintosh IIsiの背面

1980年にMacintosh開発に加わったジョアンナ・ホフマン (Joanna HOFFMAN) は、各々の言語に依存した部分を設計の基本から分離するという国際化マルチリンガルの思想を導入した。それをブルース・ホーンが具現化し、リソースという概念を提唱し、実装された。最初はROMに基本的なユーザインターフェースのルーチンを埋め込むなどの工夫がされていたが、ハードウェアデザインにも同様な思想が導入され、コネクタの識別用には、文字でなくアイコンを用いるようにした。

### ワンボタンマウス

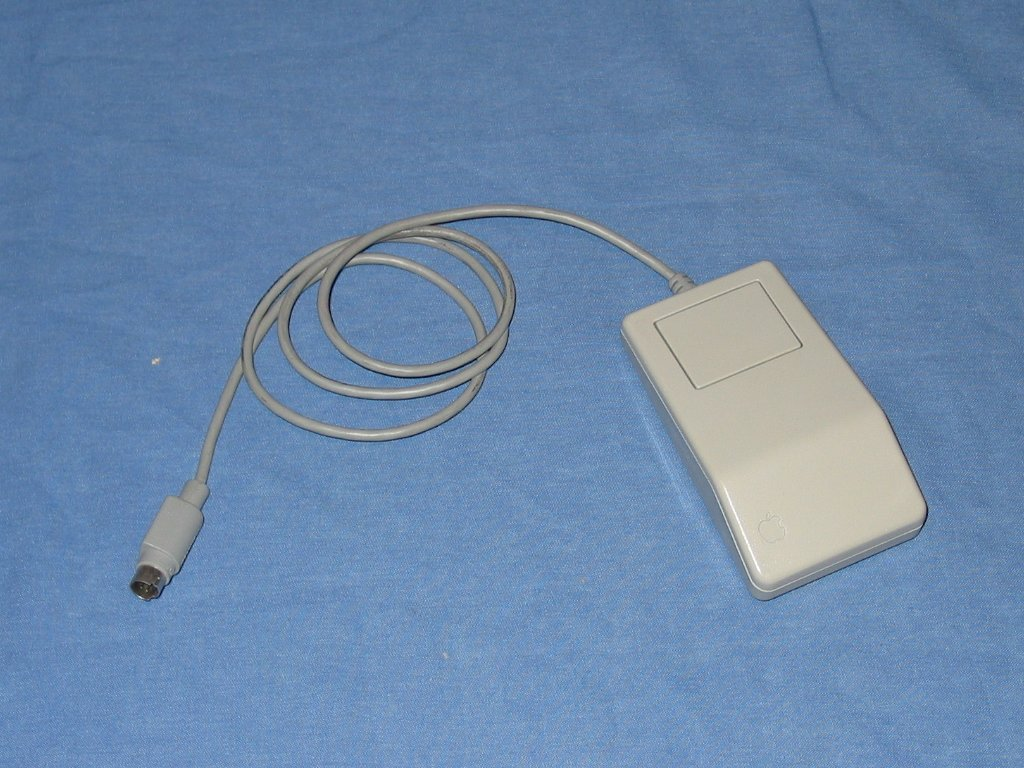
初期のワンボタンマウス

ワンボタンマウスは、Macintosh独特のインターフェースとして知られている。これには、Macintosh発売以前のコンピュータの一般的方法であったコマンドによる操作 (CUI) では、単純な作業（例えば、ファイルの移動やコピーなど）さえできなかった人々であっても、「迷う余地がないほど単純なこと(ワンボタンマウスを使った操作)さえできれば、複雑なこともできるようになる」というAppleの主張が含まれている。元々、"The Computer for the Rest of Us"「（CUIベースではコンピュータを使えない）残された人達のためのコンピュータ（であるMacintosh）」を掲げて来たAppleにとって、マウスがワンボタンであるということは非常に重要な意味があった。
ワンボタンマウスの採用により、複数ボタンマウスでの多機能を前提とした複雑な操作体系とそれによる混乱を避けられる。このワンボタンマウスはMacintosh用ソフトの操作性に一貫性を持たせている。

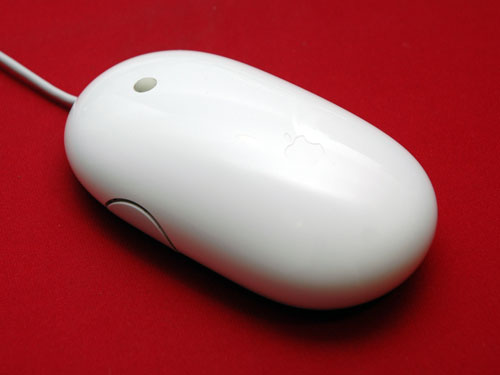
Mighty Mouse

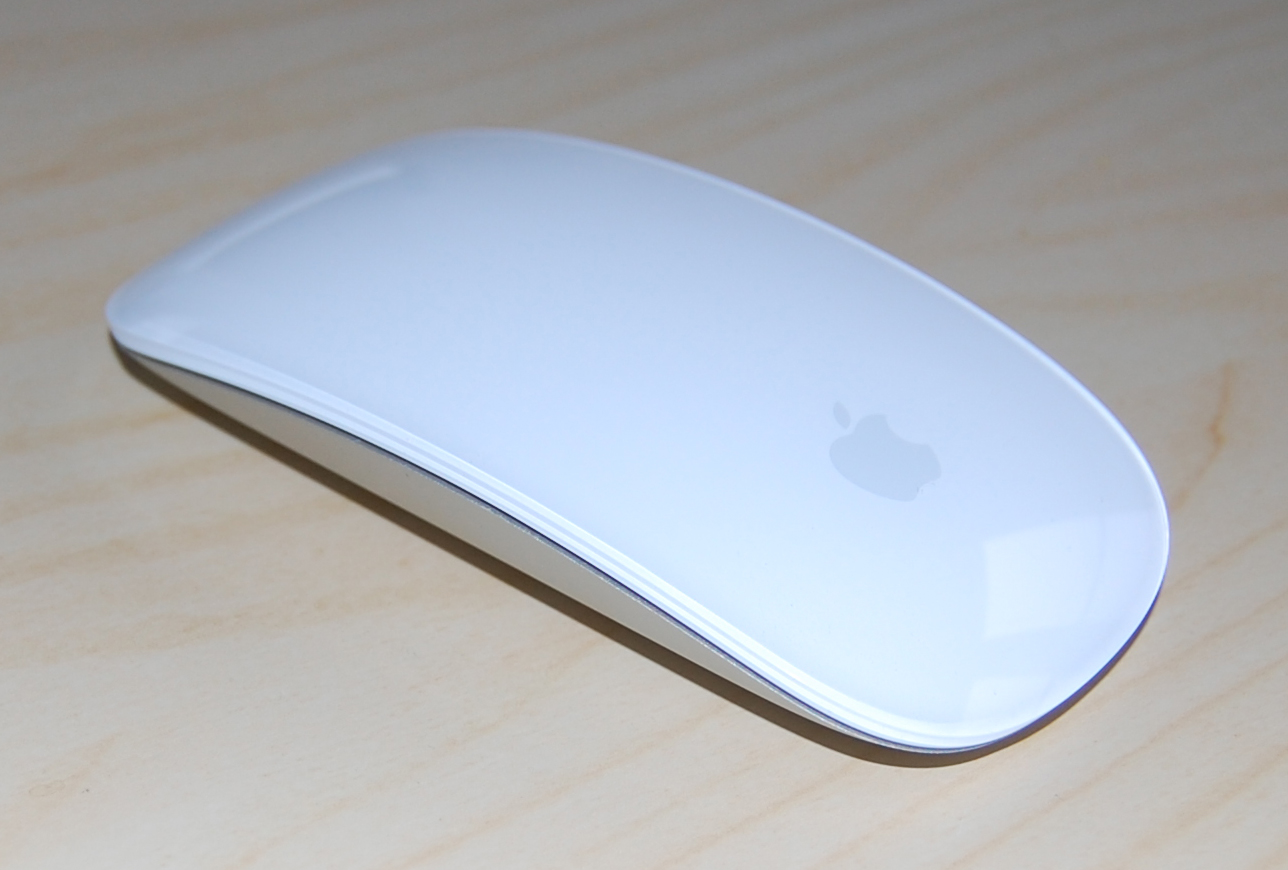
Magic Mouse

PC/AT互換機とWindows陣営は長らく2ボタンマウスを採用して来たことから、Mac OS 8以降ではWindowsの右ボタンに相当するコンテキストメニューを採用するようになる。効率的な操作を追求するユーザーにはコンテキストメニューやExposéをマウスからワンクリックで呼び出すために、サードパーティーの多ボタンマウスを導入する者も少なくなかった。Appleはこれを受けて2005年にはMighty Mouseを発表した。Mighty Mouseは機械的には従来のワンボタンマウスのように1つのボタンがマウス全体を覆ったような形をしているが、マウスの特定部分（通常のクリックを左側、コンテキストメニューは右側に設定することが多い）が押されたことを電気的に検知することで多機能を実現している。また、ユーザーの設定で検知機能をオフにし、ワンボタンマウスと同じように使うこともできた。左右のボタンを強く押し込むと、Exposéが発動する。ホイールのようなスクロール機能を持つ小型のトラックボールも備えていたが、指の垢や埃が溜まるにつれてトラックボールの感度が著しく低下するという欠点があった。
2009年、AppleはiPhoneのようなマルチタッチ機能をマウスの上蓋に実装した、Magic Mouseを発表した。マウスの上面部全体が一つのボタンで、そのほぼ全面がマルチタッチセンサーとなっている。マルチタッチ機能を利用して、左右クリックや縦横のスクロール操作などを行うことができる。macOSに拡張ソフトを入れることで、複雑なジェスチャー操作が可能である。Magic Mouseはマウス付属モデルの標準マウスとなっている。

### トラックパッド
現在のノートパソコンのほとんど（ThinkPadの旧モデルや一部のモバイル機を除く）は、キーボードの手前にパームレスト（コンピュータを操作中に手首を載せる部分）を配置し、その中央部にタッチパッド（トラックパッド）を搭載している。このデザインはAppleによって初めてポータブルコンピュータに導入されたものである。
キーボードを手前に置くラップトップやノートパソコンが当たり前だった時代、最初のPowerBookである100シリーズ(PowerBook 100、140、170)では、キーボードの位置を奥に配置し、手前に広いパームレストを設けその中央にトラックボールを設置していた。当時、各社がさまざまなポインティングデバイスを考案する中、キーボードの親指の位置に配置されたトラックボールは、タイピング中のポジションからそれほど手を離すことなくポインターを操作することができ、特別な操作を必要としないことから大いに歓迎され、他社も同様のデザインを採用していった。しかしトラックボールはマウス同様、機械的な動作を読み取ってデータに置き換えていたことから、塵や埃によって動作が妨げられるマイナス要因も持ち合わせていた。その上に機械的な構造で厚みがあるトラックボールは薄型・軽量化に不利なことから徐々に敬遠されがちになって行く。

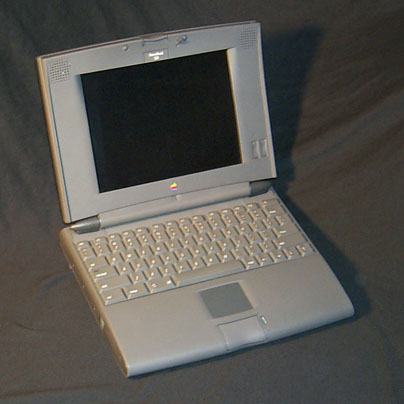
PowerBook 520（1994年5月発売）。ポインティングデバイスとしてトラックパッドが採用された

その後Appleは新たな入力デバイスとして、PowerBook 500シリーズからトラックパッドへ移行する。当時のトラックパッドは4×5cm四方ほどのパッド(板)状のもので、そのパッドの上を指でなぞることによって、その動きをそのままポインターの動きとして変換するようなデバイスであり、信頼性の高さと薄型化に有利な特性から、その後他社も追随した。
Appleは2005年のPowerBook G4から、2本の指でトラックパッドをスワイプすることで上下・左右・斜め方向へと自在にスクロールする2 本指スクロール機能と、2本の指で同時にタップすることでコンテキストメニューを呼び出す2本指タップ機能を導入した。2008年のMacBook Air登場以降は、3本指や4本指などでの操作もできるよう改良され、スクロールのほか、画像の拡大・縮小や回転、Exposéの利用やアプリケーションの切り替えなど、多彩な機能をワンタッチで呼び出せるマルチタッチトラックパッドに発展している。さらに、2015年、Taptic Engineを採用した感圧タッチトラックパッドとして物理スイッチを排除した。これによりMacBookシリーズのトラックパッドは多くの面でマウスを上回る使い勝手を実現したといえる。

### キーボード
Macのキーボードは使用頻度の高いキーをタイピングしやすい位置に配置し、シンプルですっきりした外観になっている。Windowsで利用されているキーボードと比較するとDeleteキーが一つ（バックスペースを兼ねる）、コマンドキーとオプションキーがある、テンキーが標準では省略されている、PrintScreenなどの機能キーが存在しない、などの違いがある。
なお、同じMacでも国によってキーの配列が異なる場合がある。世代や機種によってMacを起動する電源キーが備わっているものや、テンキーを備えたもの、ファンクションキーがないものなどもあり、必ずしも全てのMacintoshのキー配列が同一というわけではない。日本語版キーボードも米国版とは配列が異なり、かなキーと英数キーが追加されている（1993年頃までは米国仕様キーボードにカナ刻印されたものが使用されていた）。ノート型のMacでもBTOでパーツ変更が可能で、日本でも米国仕様キーボードを使用している者も少なくない。

### コマンドキー
Macintoshのキーボードには"コマンドキー"という修飾キーがある。

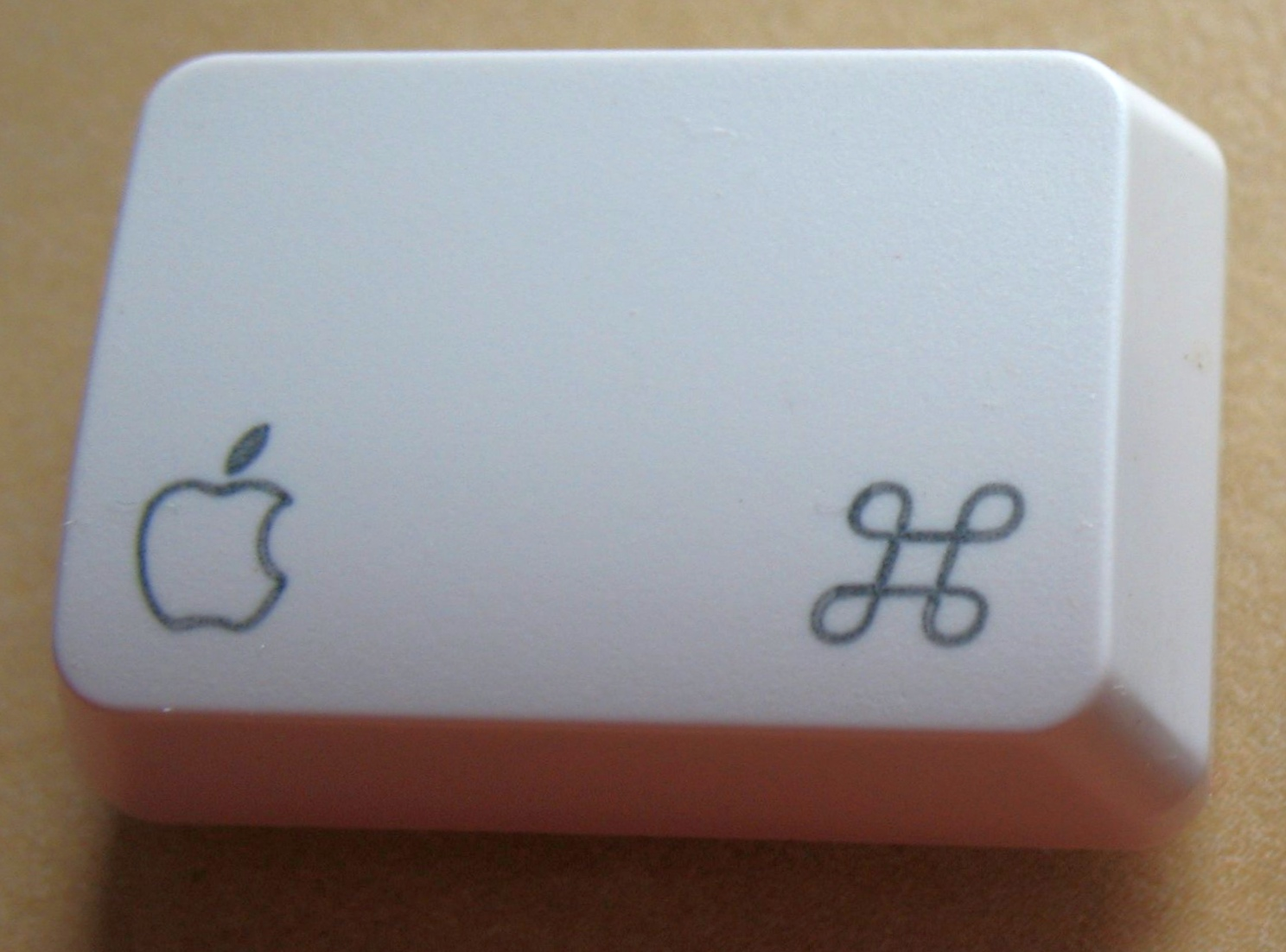
コマンドキー（Appleマーク付）

2007年まで、コマンドキーは「command」のような文字表示ではなく、Appleマークと四葉のクローバーに似たコマンドマークが並んでいる珍しい表示になっていた（初代の "Apple Macintosh Keyboard" はAppleマークがなく、コマンドマークのみ）。なぜ、2つのマークを並べる表示になったのかというと、Macintosh用の二代目キーボードである "Apple Desktop Bus Keyboard" が、Apple IIシリーズの一機種であるApple II GS用のキーボード"Apple II GS Keyboard"と全く同一製品だったことに由来する。（Appleが1993年まで販売していたパーソナルコンピュータ "Apple II" のキーボードには、Appleマークが表示された"Appleキー"という修飾キーがあった）つまり「Apple II GS使用時にはAppleキー」、「Macintosh使用時にはコマンドキー」として使える（一目で判別できる）ための工夫であった。この2つのマークを並べる表示は、近年のMacintoshシリーズのキーボードにも継続されていた。しかし2007年8月に販売開始された "Apple Keyboard" で、ついにAppleマークの表示が廃止され、コマンドマークと「command」の併記に変更された。
よくMacintoshユーザーでコマンドキーのことをAppleキーという者がいるが、Appleキーとは、あくまでApple IIの修飾キーの名称であり、Macintoshの修飾キーを指す名称ではない。

## アーキテクチャと互換性戦略
Appleは、Macintosh以前の製品Apple IIや本格的なDTP時代の到来をもたらしたMacintosh IIシリーズでは、簡単に開けられるボディに高い拡張性をそなえ、ボードの交換サービスで旧機種との互換性を保ちつつ長寿命を実現した製品を発表してきた。その一方で、簡潔なデザインに到達するために、「過去との互換性は画期的な製品進歩の抵抗である」（創業者であるジョブズの発言）として大胆に切り捨てるのも、よく知られた同社の伝統である。
かつての低価格機種であるPerformaやLC、Classic等のシリーズでは拡張スロット（バス）が1基ないしは2基採用されて来たが、iMacやiBookではFireWireやUSBによる外部拡張のみとする設計思想が明確になった。密閉されたボディをもち、拡張ボードを挿すためのスロットが一切設けられなかった初代Macintoshを再現するかのように、iMacにおけるPCIスロットの廃止や、iBookにおけるPCカードスロットの省略、MacBook Airにおけるメモリスロットの排除などが行われた。
1994年、ハードウェアの製造ライセンスを他社（日本国内企業ではパイオニア、アキアなど）に与えてMacintosh互換機が登場した。互換機戦略自体はジョブズ復帰後の方針転換により、1998年12月末までにすべて打ち切られたが、この時期にはMacintosh自体もCHRP仕様に基づいたアーキテクチャの見直しが図られ、PCIスロットをはじめ、IDE、AGPなどPC/AT互換機に実装されたハードウェア規格がMacintoshに導入された。ハードウェアにトラブルが起きがちと云われるようになったのもSCSI→IDE (ATA)、NuBus→PCI/AGPといった基本パーツの変更を行った頃とほぼ重なっており、Appleは次々に機能拡張ファイルを更新/追加することで対応していった。
iMac・iBook以降はAppleが独自開発したチップセットを搭載しつつも、ハードウェア仕様自体の独自規格はほぼなくなり、汎用規格のみを採用するようになった。Intel Macに移行した2006年以降では、主要部品もほとんど汎用品を採用している。ただし、2016年に登場したMacBook ProからはTouch BarやTouch IDを制御するセキュリティ／メディア処理向けの｢T1」や「T2」といった専用プロセッサを搭載しており、Apple独自のカスタムチップの搭載されることになった。

### CPUの変遷

#### 680x0時代
発売当初の機種は、モトローラの68000系CISC型CPU（AppleやモトローラはMPUと呼称）を搭載していた。
Apple IやApple IIは、当時の流行であったインテルのx86CPUの前身となるインテル80系(8080)CPUを採用しておらず、その後のLisaでもインテルCPUを採用することはなかった。Appleシリーズの設計者であるスティーブ・ウォズニアックがモステクノロジーの6502チップを使用していた流れから、当時ワークステーションで広く使われており、処理能力が高いMC68000が採用されたのは自然だったと言える。また、x86では1Mバイト以上の物理メモリ空間を扱えず、64KB以上のメモリ空間を扱う際にトリッキーなプログラミングが必要とされ、大容量メモリの活用に制約が多かった。一方、68000はアドレスバスが24ビットであったことから2の24乗バイト＝16Mバイトのメモリ空間を（RAM・I/Oポートなどを区分して）メモリアドレスによって使い分ける必要がない素直な設計であり、大容量メモリを容易に利用できた。命令セットも学習が比較的容易で使いやすく、開発者に好まれた。
また68000チップは、1985年にAppleが発売した初のレーザープリンターである、初代「LaserWriter」でも採用された。これはアドビシステムズが開発したPostScript言語を利用するためであった。

#### PowerPC時代（G3以前）
1991年に、AppleとIBM、モトローラが提携を発表し、3社によるRISCチップのPowerPCが開発されることとなる。このPowerPCは当時として圧倒的に高性能なものを目指していたが、680x0シリーズとは互換性がなく、今までのソフトウェア資産を利用するにはMac OS側で68LC040チップ相当のコードをPowerPC命令に動的コード変換(en:Dynamic recompilation)をすることでソフトウェア互換を確保した。Mac OSのコード変換機構はPowerPCコードと680x0コードの混在するソフトウェアを実行可能で、開発者は動作速度に影響を及ぼす使用頻度の高いコードから順次PowerPCコードへの書き換えを進めることができた。
漢字Talk 7.5まではMacのOS自体も一部のみしかPowerPCコード化されておらず、Power Macintoshの真価を発揮することはできなかった。漢字Talk 7.5.1からMac OS 8.1にかけて徐々にPowerPCコードを増やし、Mac OS 8.5以降はPowerPC搭載モデルのみを動作対象とした。

#### PowerPC時代（G3以降）
1997年にはPowerPC G3(PowerPC 750)を搭載するPower Macintosh G3シリーズおよびPowerBook G3を発売する。G3はこれまでPower Mac上位機種で採用され続けてきたPowerPC 604シリーズではなく、PowerBookに搭載されてきたPowerPC 603シリーズの流れを汲むもので、603譲りの省電力・低発熱、なおかつ低価格でありながら、604eを上回る実効性能を実現したチップである。Power Mac G3はPC/AT互換機の規格を多く取り入れて低コストに製造できるように配慮されていた。PowerBook G3シリーズは、当時他のノートパソコンの追随を許さない高性能機種であった。
1999年にはSIMD演算機能であるVelocity Engineを統合したPowerPC G4 (PowerPC 7400) 搭載のPower Mac G4を発売。Velocity EngineはMacに強力なマルチメディア性能をもたらし、QuickTimeを通して動画や音声などの処理に利用された。1999年に発売されたiMac、iBookや、2000年に発売されたPower Mac G4 CubeはPowerPC G3・G4の発熱量の少なさを生かし、電動ファンのない静音機種であった。
その後2003年には広帯域のCPUバスと強力な浮動小数点演算機能をもつ64ビットのPowerPC G5 (PowerPC 970) を搭載したPower Mac G5が登場した。これは一般向けのパソコンでは初となる64ビットCPU搭載マシンであり、4GBを上回るメモリ搭載が可能となった。OSの64ビット化はハードウェアよりもかなり遅れ、2005年のMac OS X v10.4 Tigerで部分的に64ビット対応となり、2007年のMac OS X v10.5 LeopardでCocoaを含めて64ビットに対応することとなった。
Power Mac G5は9つの可変速ファンを採用、筐体内部の空気流動を効率化させることで冷却効率の最適化を図った。モデルによってはG5チップを水冷式ラジエータで冷却する仕様もあった。Power Mac G5のファンの数が多く、負荷をかけるとファンが高速で回るのは、PowerPC G5の消費電力と発熱が従来のPowerPC G4よりも遥かに大きかったためである。 iMacはPowerPC G5を搭載したシステムを液晶ディスプレイとともに、厚さわずか5cmの筐体に収めたが、発熱によるトラブルが問題となった。PowerPC G5を搭載したPowerBookはついに実現しなかった。
バージニア工科大学は、2003年に1,100台のPower Mac G5 Dual 2 GHz（2004年 - 2008年は、1,150台のXserve G5 2.3 GHz Clusterモデル。）を繋げて並列計算させるスーパーコンピュータ System X を構築した。このコンピュータは、2003年11月16日にTOP500 Supercomputer sites が発表したランキングで、世界第3位の計算速度にランクされた。大学自身による構築であったため、このシステムにかかった費用は約520万ドルで、60万ドルでXserve G5 Dual 2.3 GHz Clusterモデルへのアップグレードしたが、スーパーコンピュータとして破格の安価であった（当時第1位のスーパーコンピュータであった地球シミュレータの開発費は5億ドル以上）。

#### Intel Mac時代
2005年6月6日、開発者向けのイベントWWDC 2005 において、1年後以降の消費電力あたりの性能向上が著しいことを理由に、2006年半ばよりCPUをPowerPCからインテルx86系のものへと順次切り替えていくことがAppleより発表された。2006年1月10日に前倒しでIntel Core Duoを搭載したiMacおよびMacBook Proが発表された。PowerPCベースのソフトは動的コード変換機能"Rosetta"(ロゼッタ)を使うことでインテルプロセッサ上での動作が可能となる。また、PowerPCベースのコードとIntel Core向けのコードの双方を組み込んだUniversal Binaryもある。最初のIntel Core(Core Duoも含む)は32ビットであったが、Mac Proが64ビット版のXeon 5100シリーズのリリースとともに発売され、Power Mac G5は終焉を迎えた。
インテルのプロセッサを採用しているが、Windows XPがインテル搭載Macの採用するファームウェア "EFI" に対応していないことから既存のWindows XPを動作させることは当初疑問視されていたが、AppleからFirmware UpdateとBoot Campベータ版の提供が開始されたことにより、Intel Mac上でWindows XP SP2を動作させることができるようになった。Boot Campは2007年10月に発売されたMac OS X v10.5 Leopardで標準機能として含まれた。その後もバージョンアップが繰返され、Windows 7やWindows 8、Windows 8.1、Windows 10を動作させることも可能になっている。また公式な対応ではないが、ブートローダをEFIに対応させたLinuxなどWindows以外の一部のOSも起動が確認されている。
このようにAppleは他のOSを意図的に排除しない方針をとるが、逆にmacOSを他社製ハードウェアで動作させることについてはライセンス上認めず、強力なプロテクトをかけている。サイスターというメーカがAppleの著作権を侵害しMac OS XをインストールできるPCを発売したが、Appleは訴訟をもってそれに対応し、販売中止に追い込んでいる。
2015年、IBMが自社に最大20万台のMacを順次導入すると発表し、Mac@IBMプログラムで自社へ大規模導入した経験 を元にAppleとの提携の一環として、IBM Managed Mobility Services for Mac を開始した。日本でも2016年5月より開始している。
2016年のApple T1チップを搭載したMacBook Proからは、インテルのCPUを採用したまま、アーキテクチャは刷新され、TouchバーやTouch IDを含むハードウェアを制御しセキュリティを司るbridgeOSが採用されている。

#### Appleシリコン時代
2020年6月22日のWWDCで、AppleはMacに搭載するCPUを今まで採用してきたインテル製から自社設計のAppleシリコンに今後2年間で切り替えると発表。また2020年の末までにAppleシリコンを搭載した初のMacを発売すると約束した。そして2020年11月10日、Mac向けのAppleシリコンであるApple M1とそれを搭載したMacBook Air、MacBook Pro(13インチモデル)、Mac miniを発表した。
2023年6月5日、WWDC 2023でApple M2 Ultraを搭載したMac Proを発表し、全てのApple製品のAppleシリコンへの移行を完了させた。

##### パワーモード
対応機種では、低電力モードでバッテリ駆動時間を延ばすためエネルギー消費を抑え、MacOS Sequoia 15.1以降ではファンノイズを低減できるほか、ハイパワーモードでは消費電力とファンノイズが大きくなる代わりに高いパフォーマンスを発揮させることができる。

##### Lights Out Management
10Gb Ethernetと搭載した下記モデルでは、MDM/EMMで、リモートで起動、システム終了、再起動するためのLOM（Lights Out Management）設定を構成できる。
- Mac Studio (2025)
- Mac mini (2024) 10Gb Ethernet搭載モデル
- Mac mini (2023) 10Gb Ethernet搭載モデル
- Mac Pro (2023)
- Mac Pro (Rack, 2023)
- Mac Studio (2023)
- Mac Studio (2022)
- Mac mini (2020) 10Gb Ethernet搭載モデル
- Mac Pro (2019)
- Mac Pro (Rack, 2019)